# Kingdom Hearts χ
Kingdom Hearts χ (キングダム ハーツ キー?, Kingudamu Hātsu Kī), reso graficamente come Kingdom Hearts χ [chi], è stato un browser game sviluppato da Square Enix e Success Corporation, e pubblicato da Square Enix.
Il 3 settembre 2015 in Giappone viene pubblicato Kingdom Hearts Unchained χ (キングダム ハーツ アンチェインドキー?, Kingudamu Hātsu Ancheindo Kī), una versione di Kingdom Hearts χ per dispositivi mobili la cui trama si discosta leggermente da quella dell'originale ed è stata ampliata. Il 6 aprile 2017, Unchained χ viene aggiornato ed ufficialmente rinominato Kingdom Hearts Union χ (キングダム ハーツ ユニオン クロス?, Kingudamu Hātsu Yunion Kurosu), reso graficamente come Kingdom Hearts Union χ [Cross].
Basato sulla trama del gioco e mirato a spiegarne ulteriormente i retroscena concentrandosi sui Veggenti, il film in computer grafica Kingdom Hearts χ Back Cover è stato inoltre incluso nella raccolta Kingdom Hearts HD 2.8 Final Chapter Prologue.

## Premessa
Kingdom Hearts χ è il prequel dell'intera serie di Kingdom Hearts, inserendosi in un arco narrativo precedente alla Guerra dei Keyblade, l'evento che ha definito l'attuale struttura dell'universo della serie videoludica. Il giocatore vestirà i panni di un giovane detentore del Keyblade alle prime armi e dovrà entrare a far parte di una delle cinque fazioni, chiamate Unioni, ognuna guidata da uno di cinque enigmatici Maestri del Keyblade chiamati Veggenti (予知者?, Yochisha, lett. "Profeti"). I Veggenti, un tempo allievi di un misterioso Maestro del Keyblade conosciuto come il Maestro dei Maestri (マスター・オブ・マスター?, Masutā obu Masutā), insieme governano ognuno la propria Unione:
- Anguis (アングイス?, Anguisu), guidata dalla maestra Invi (マスター・インヴィ?, Masutā Invi)
- Leopardos (レオパルドス ?, Leoparudosu), guidata dal maestro Gula (マスター・グウラ?, Masutā Guura)
- Unicornis (ウニコルニス?, Unikorunisu), guidata dal maestro Ira (マスター・イラ?, Masutā Ira)
- Ursus (ウルスス?, Urususu), guidata dal maestro Aced (マスター・アセット?, Masutā Aseddo)
- Vulpeus (ウルペウス?, Urupeusu), guidata dalla maestra Ava (マスター・アヴァ?, Masutā Ava)

affinché, assieme alle altre, possano proteggere la Luce, anche se sempre crescenti sono i conflitti e le discrepanze tra di esse. La trama contiene elementi direttamente connessi a Kingdom Hearts III, il capitolo finale della "saga di Xehanort".
Il gioco è ambientato in quel leggendario "mondo delle fiabe" esistito antecedentemente alla Guerra dei Keyblade e più volte citato nel corso della serie, narrando degli eventi che portarono al suddetto conflitto nonché delle azioni che lo causarono e delle conseguenze che ebbe.

## Modalità di gioco

### InKingdom Hearts χ
Il gioco riprende alcuni elementi da giochi precedenti della saga. Infatti in Kingdom Hearts χ, come in Kingdom Hearts Mobile e Re:Coded, i giocatori possono creare il proprio avatar, il quale qui è il protagonista del gioco. Anche qui c'è un sistema di punti esperienza, ottenuta sconfiggendo nemici assieme a munny e Lux. Con l'aumento del livello, aumentano anche i PV (punti vita) e i PC (punti carte) del giocatore mentre AP e BP (leggere sotto) vengono ripristinati del tutto. I controlli di movimento e selezione sono gestiti con mouse e tastiera.
In χ il combattimento è a turni e, come in Chain of Memories, il giocatore attacca mediante un mazzo limitato di carte che possiede un costo massimo di PC entro il quale possono essere aggiunte carte, le quali contengono "il potere che viene dal futuro". A differenza però di Chain of Memories, dove il combattimento è in tempo reale ed il giocatore scorre per il mazzo per scegliere come agire mentre si muove, in χ vengono estratte tre carte sono estratte a caso per turno ed il personaggio attacca automaticamente dopodiché la mano passa ai nemici. Le carte si dividono essenzialmente in carte "Assist", carte passive che aumentano le statistiche del giocatore, e carte "Attacco", usate in combattimento. Il massimo numero trasportabile di carte Assist è tre, il massimo di quelle Attacco è nove. Oltre a queste carte ne esiste un altro tipo; queste carte sono dette "di sintesi" e servono a far aumentare di livello ed efficacia gli altri due tipi di carte. Lo stesso processo di potenziamento si può fare grazie ai materiali raccolti per i vari Keyblade a disposizione del giocatore durante la storia.
I giocatori saranno limitati nell'esplorazione e nei combattimenti dagli Action Points (o "AP", i punti azione), che si recuperano col tempo e che sono utilizzati per aprire scrigni o iniziare uno scontro, in questo caso venendo spesi in base a quanto è arduo il nemico da affrontare. Inoltre un'eventuale sconfitta o il raggiungimento del limite di turni per sconfiggere il nemico richiederà un secondo e identico quantitativo di AP per poter riprendere/proseguire lo scontro. Nonostante la parte relativa alla trama sia unicamente per singolo giocatore, in χ vi è una componente multigiocatore: gli scontri con i Raid Boss, che consistono in un raggruppamento degli altri giocatori alleati del giocatore per sconfiggere un potente Heartless per raccogliere grandi quantità di Lux (frammenti di Luce) e competere con le altre Unioni. Per i Raid Boss si usano altri specifici punti: i Battle Points (o "BP", i punti lotta), i quali vengono spesi per affrontare il suddetto Heartless. Inoltre ad un maggiore impiego di BP, il giocatore riceve un maggiore moltiplicatore dei danni per agevolare l'abbattimento del boss.

### InKingdom Hearts Unchained χ/Union χ
In Unchained χ, le dinamiche di gioco sono rimaste molto simili a quelle della versione per PC ma con alcune sostanziali modifiche affinché il gioco potesse essere meglio adattato ai dispositivi mobili. Gli scontri sono rimasti a turni ma il giocatore, a seconda del Keyblade selezionato e del livello dell'arma, avrà a disposizione da tre a cinque attacchi, alla fine dei quali viene il turno dei nemici e così via. Le carte sono state sostituite con delle medaglie, che alla fine svolgono lo stesso ruolo delle loro preceditrici. Nella versione per dispositivi però non trovano un elemento corrispondente le carte Assist, che sono state quindi eliminate. La quantità di AP è stata aumentata ed ora servono solo per iniziare una missione; non vi è più un limite al numero di turni di uno scontro ed anche i Boss Raid non hanno più bisogno di BP per essere affrontati ripiegando anche qui sugli AP. L'evoluzione delle medaglie riprende i processi di quella delle carte mediante l'uso delle medaglie "di sintesi", nonostante il processo sia stato reso più complesso.
Mentre in χ i Lux servivano solo nella classifica dei vari gruppi di giocatori ed in quella delle Unioni, in Unchained χ i Lux prendono anche il ruolo dei punti esperienza. Anche lo sviluppo del personaggio, in conseguenza all'adattamento per dispositivi mobili, è stato modificato: l'aumento di livello infatti aumenta di un'unità gli AP e non più i PV, ricompensando il giocatore con un quantitativo di "monete Avatar". Queste monete vanno poi spese nei "tabelloni Avatar" per sbloccare nuovi accessori per personalizzare il proprio personaggio e aumentare varie statistiche quali i PV, gli AP ed il costo dei Keyblade (così da poter equipaggiare medaglie di rango più alto). Inoltre, a differenza di χ, il sesso e l'Unione di appartenenza del personaggio possono essere cambiati in qualsiasi momento.
Il cambiamento più grande però è quello del sistema di combattimento: in Kingdom Hearts χ infatti tre carte venivano selezionate casualmente dal mazzo, ed il giocatore attaccava in automatico a seconda delle carte estratte. In Unchained χ invece il giocatore può decidere se attaccare singolarmente un nemico oppure colpire tutti i nemici assieme se rispettivamente tocca col dito il nemico che vuole venga colpito o scorre con esso sullo schermo. Inoltre, quelli che in χ erano gli attacchi base che potevano essere usati dal giocatore mediante le carte, in Unchained χ sono diventati degli attacchi speciali (アビリティ?, Abiriti, lett. "Abilità") che ogni medaglia ha, attivati trascinando l'icona della medaglia; essi utilizzano per l'attivazione una certa quantità della barra Special (la cui capienza varia a seconda del Keyblade e del livello che esso ha), barra che si riempie di poco per ogni colpo inferto (da una piccola porzione ad una piena, a seconda del nemico) e di molto alla sconfitta di un Heartless (da una a più barre).
Unchained χ aggiunge al gioco anche la modalità Esperto, che permette ai giocatori di riaffrontare le missioni del gioco con restrizioni talvolta decisamente debilitanti e nemici molto più potenti. Con l'aggiornamento del 21 settembre 2017 per il Giappone e del 28 settembre 2017 per la versione occidentale, viene aggiunto un compagno animale Spirito alleato del giocatore che, equipaggiato con una medaglia, consente di effettuare un attacco aggiuntivo.
Con l'aggiornamento di marzo 2017 a Union χ viene aggiunta la modalità multigiocatore, definita appunto Union Cross, e la modalità Teatro - già presente negli altri capitoli della serie.

## Trama
Il giocatore è un nuovo custode del Keyblade appena entrato a far parte di una delle cinque Unioni che governano Auropoli. Dopo aver fatto conoscenza di Chirithy, il suo capo Unione gli spiega che il suo dovere è quello di raccogliere Lux (frammenti di Luce) e sconfiggere gli Heartless in giro per i mondi. Grazie ad Ephemer (エフェメラ?, Efemera), un altro custode del Keyblade con cui stringe amicizia, scopre che esclusa Auropoli, tutti i mondi che "visitano" sono ologrammi creati dal Libro delle profezie ed indagano insieme per un po': Ephemer però, rammaricato, continua da solo le indagini e scompare, iniziando ad apparire in sogno al giocatore. Dopo qualche tempo, il giocatore viene raggiunto da Skuld (スクルド?, Sukurudo), una ragazza della stessa Unione di Ephemer, da lui avvisata in sogno della "fine" ed indirizzata dal giocatore: i due iniziano quindi ad indagare assieme. Dopo aver visto Invi ed Aced lottare, i due sono assaliti da un gruppo di strani Heartless e in seguito raggiunti da un Chirithy Incubo, che li avvisa ambiguamente. Continuando ad investigare, i due arrivano allo studio dei Veggenti, dove vengono sorpresi e sfidati dalla maestra Ava che, camuffata dal capo Unione del giocatore, vuole sondare la forza dei loro cuori per vedere se siano adatti a far parte dei "Denti di leone", un gruppo di custodi formato in vista dell'ineluttabile Guerra dei Keyblade; Ava li rassicura anche riguardo Ephemer rivelando che sarà la guida dei Denti di leone: Skuld accetta di aderire ma il giocatore chiede di poterci pensare, ottenendo in segreto il tempo di cercare un modo per evitare il conflitto.
La tensione tra le Unioni continua ad aumentare ed il giocatore e Skuld si rivolgono al maestro Gula in un ultimo, disperato tentativo: il Veggente rivela che forse l'unica persona che potrebbe fermare il conflitto sarebbe il Maestro dei Maestri, il loro maestro scomparso tempo addietro così come l'unica persona forse a conoscenza del suo destino, il sesto allievo Luxu (ルシュ?, Rushu), aggiungendo che Ava è andata proprio in cerca di quest'ultimo; inoltre sciocca i due custodi quando rivela loro il contenuto della Pagina perduta, non nascondendo che i Veggenti siano ormai ad un punto morto.
(Parte del contenuto della Pagina perduta)
Mentre Gula e i due giovani custodi stanno parlando infatti Ava ha trovato Luxu fuori dalle mura esterne di Auropoli, il quale le rivela il suo compito di osservatore degli eventi nonché l'identità e la verità sul traditore lasciando Ava incredula: convinta che Luxu stia prendendo vantaggio della situazione, Ava lo attacca e l'onda d'urto generata fa muovere il pendolo della torre dell'orologio, facendo suonare la campana. I due custodi e Chirithy sono increduli ma Gula, sollevato, dice loro di tornare dalle loro Unioni e se ne va. Dopo che Skuld chiede al giocatore un'ultima volta se non voglia unirsi ai Denti di leone, i due si congedano promettendo di rivedersi dopo la Guerra. Il giocatore però è raggiunto dal Chirithy Incubo, che annuncia di essere lì per punire il "suo padrone", il giocatore stesso, ma viene sconfitto e scompare dicendogli di incontrarsi "in un altro sogno".
Non passa molto tempo e la battaglia finale sta per avere inizio, in quel luogo desolato che verrà conosciuto come il Cimitero dei Keyblade. Il giocatore, ripensando all'insensatezza dello scontro, si butta nella battaglia e, cosciente di ciò che sta accadendo attorno a lui, si accascia al suolo esausto e disilluso mentre il massacro si compie. Uscito miracolosamente indenne dallo scontro, viene svegliato da Chirity: la Guerra è finita e attorno al giocatore rimane solo un crocevia composto dai Keyblade dei caduti. Una luce celeste lo avvolge dall'alto ed è raggiunto da Skuld ed Ephemer in una commovente riunione: Ephemer si scusa per il "ritardo" e tende la mano al giocatore dicendogli che "andranno via insieme", venendo quindi avvolti da una celestiale luce bianca.

### Epilogo -Unchained 0[zero]
Il giocatore, subito dopo essersi riunito ad Ephemer e Skuld, si sveglia spaesato nel mezzo di un bosco. Chirithy rammenta al giocatore della proposta di Ava e del suo rifiuto, e di aver iniziato da quel giorno a fare strani sogni. Il giocatore è confuso a sentire che sia stato solo un sogno e, mentre riflette sulle parole di Chirithy, si imbattono in un invalicabile muro di rovi, decidendo di tornare a casa per pensare a come per aggirarlo e notando un corvo aggirarlo in volo.
Dall'altra parte del rovo, il corvo si rivela essere Diablo e raggiunge Malefica, appagata che "fosse andato tutto bene". La fata maligna tuttavia rimane un momento perplessa e dubbiosa ma, convinta che Sora e i suoi amici non potessero "interferire con quel mondo", se ne va ridacchiando.

### Unchained χ/Union χ
Ben prima degli eventi del gioco, parlando con Luxu prima che parta per il suo compito, il Maestro dei Maestri gli rivela che le Oscurità vogliono conquistare i mondi moltiplicandosi, ma che senza un corpo fisico non possono essere sconfitte: i Denti di leone sono la chiave per sconfiggerle nel futuro, ed il ruolo dei Veggenti e dei capi Unione è quello di dare loro un corpo che possa permettergli di intrappolarle nel mondo digitale - la citazione dell'esistenza di un traditore nel Libro delle profezie sarebbe stata la forza motrice di tutto. Luxu non è d'accordo a fare questi sacrifici ma per il bene superiore obbedisce al suo maestro, il quale, dopo che se n'è andato, lo chiama "Luxu il traditore".
Prima della Guerra, Strelitzia (ストレリチア?, Sutorerichia), una dei Denti di leone, è stata casualmente testimone di buona parte delle avventure del giocatore, e quando le viene in mente che il giocatore non faccia parte del gruppo lo cerca per avvertirlo; tuttavia, mentre è alla sua ricerca, viene attaccata mortalmente alle spalle da qualcuno che poi fugge con il libro delle regole della giovane.
Dopo essere stato salvato da Ephemer e Skuld, il giocatore si ritrova a sua insaputa in un nuovo mondo digitale in cui sono anche i Denti di leone e in cui nessuno ad eccezione dei cinque nuovi capi Unione ha ricordo degli eventi relativi alla Guerra: i cinque sono Ephemer, Skuld, Ventus, Brain (ブレイン?, Burein) e Lauriam (ラーリアム?, Rāriamu), che iniziano ad occupare il loro ruolo discutendo delle regole lasciate loro da Ava. Intanto il giocatore ha ripreso la sua routine e continua a completare le missioni assegnategli, tuttavia inizia ad avere incubi riguardo eventi che non ricorda di aver vissuto legati alla Guerra dei Keyblade. Continuando a risolvere i problemi dei mondi, il giocatore si ritrova a salvare Aurora dalle macchinazioni di Malefica, la quale, ritirandosi, non capisce perché non riesce a modificare il passato: è raggiunta sa un'entità che si presenta come "Oscurità" (闇?, Yami), la quale, dimostra di sapere da dove Malefica venga (la fata maligna infatti ha viaggiato nel tempo dopo che Riku-Ansem la trafisse col Keyblade artificiale) e le spiega che i mondi digitali in cui si trova non possono essere modificati cosicché ciò scritto nel Libro delle profezie si avveri. Oscurità, inoltre, la informa che c'è un modo per tornare nel presente grazie ad una "arca" nascosta nelle fondamenta di Auropoli, alla quale la guiderà.
I giorni passano e Lauriam non riesce a darsi pace in quanto non riesce a ritrovare sua sorella Strelitzia, della quale sono assenti anche i dati al contrario di tutti gli altri custodi. Tramite Elrena (エルレナ?, Erurena), una sua amica, Lauriam viene a sapere che Strelitzia sarebbe dovuta essere un capo Unione e che fosse interessata ad "un custode del Keyblade" (il giocatore), scoprendo assieme che probabilmente è stata assassinata. Intanto Brain ha capito che anche i nuovi mondi stanno andando incontro alla distruzione e si pone l'obiettivo di cambiare il futuro proprio mentre dei bug appaiono ad Auropoli. Brain viene raggiunto dal giocatore, Ephemer e Ven alla sala di controllo: lì Brain spiega che l'Auropoli in cui sono ora si è legata ad un mondo "fuori dal tempo" che sta causando questi problemi ma necessitano di informazioni su di esso per risolverli, così il giocatore ed Ephemer (che in seguito ritornerà ad Auropoli) vanno ad indagare. Intanto Brain, cercando una possibile soluzione nel Libro delle profezie, scopre che questo non era destinato a lui e che uno tra loro cinque è stato scelto al posto di Strelitzia a seguito della sua misteriosa scomparsa: approfondendo la questione con gli altri si scopre che Ventus è il rimpiazzo di Strelitzia e che sia a suo insaputa coinvolto nell'assassinio della ragazza. Intanto Malefica giunge all'arca e, dopo essersi scontrata con Lauriam, la utilizza, certa che verrà resuscitata dai ricordi altrui; il ragazzo, malconcio, raggiunge agli altri capi e scopre ciò che hanno trovato, adirandosi: mentre la situazione precipita, Brain osserva come "l'Oscurità" stia facendo la sua mossa e dallo svenuto Ventus si manifesta un'entità oscura che conferma le affermazioni di Brain, lasciando sbigottiti i presenti. Brain approfitta per discutere vis-à-vis con l'entità e, una volta assicuratosi dei suoi intenti e che fosse da sola, l'attacca assieme agli altri, venendo anche raggiunti dal giocatore: solo quando Ven si desta e decide di utilizzare la propria luce pura, l'Oscurità viene sconfitta. Intanto Luxu va all'arca, usando una delle lance per mandare nel mondo reale il "vero Dente di leone" affinché nel futuro possa sconfiggere l'Oscurità.
Dopo lo scontro, i capi Unione ed il giocatore vengono raggiunti da Elrena all'arca, trovando sei lance: discutendo su come agire, si accordano che Brain, Lauriam, Ven (svenuto da prima) ed Elrena sarebbero andati mentre il giocatore, Ephemer e Skuld sarebbero rimasti nel mondo digitale, seguendo il piano di Brain per salvare in futuro tutti i Denti di leone dopo che il mondo "si sarebbe addormentato". Prima di partire, Brain cede ad Ephemer il Libro delle profezie, svelando che fosse originariamente per lui. Una volta arrivati, Brain quindi invia nuovamente con l'arca Lauriam, Elrena e Ven affinché esista il ponte che permetterebbe a Brain di salvare in futuro tutti coloro rimasti indietro; tuttavia, rimasto solo, Brain viene raggiunto da Luxu, il quale si confronta col ragazzo sul suo piano aggiungendo che la sua fine fosse vicina. Intanto, Ephemer, Skuld ed il giocatore sono raggiunti da quattro Oscurità, che intimano loro di aprire un portale per gli altri mondi; preparandosi a combattere, il giocatore finge di essere stato posseduto e combatte contro Ephemer e Skuld, venendo a malincuore bandito da Ephemer, il quale poi parte con l'arca assieme a Skuld: il giocatore ingannando tutti ha però così intrappolato le quattro Oscurità nel mondo digitale. Quando questo cade nel sonno, il giocatore sceglie di non dormire con esso, avvisato da Chirithy che così sarebbe diventato un cuore totalmente nuovo, cosa che il giocatore accetta di diventare.

#### Epilogo -the end
Sopravvissuti alla distruzione, Malefica torna in vita, Ephemer si ritrova nell'Auropoli distrutta, Lauriam al Bosco dei nani, Elrena al Dominio incantato, e Ven al Cimitero dei Keyblade; Luxu inoltre sembra aver possesso del corpo di Brain. Tuttavia Brain è arrivato in una città, dove viene accolto da un individuo chiamato Sigurd: Brain è rattristato e confuso che sia l'unico ad essere arrivato lì, ma si rasserena quando scopre che il fondatore di quella città, Scala ad Caelum, fosse Ephemer.

## Annuncio e pubblicazione

### Kingdom Hearts χ
Il gioco fu annunciato per la prima volta al Tokyo Game Show 2012 assieme a Kingdom Hearts HD 1.5 ReMIX, con il titolo provvisorio di Kingdom Hearts for PC Browser. Il titolo ufficiale fu annunciato il febbraio dell'anno successivo. La beta chiusa del gioco si è svolta tra il 22 ed il 25 marzo 2013 e quella aperta è iniziata l'8 luglio dello stesso anno, concludendosi con il rilascio del gioco completo il 15 seguente. Il 6 aprile 2016 venne annunciato che i server di Kingdom Hearts χ, dopo quasi tre anni di attività, sarebbero stati spenti ed il gioco quindi chiuso. In concomitanza con l'avvicinarsi della chiusura dei server, il team di sviluppo, il 16 agosto dello stesso anno annunciò che i capitoli finali della storia di Kingdom Hearts χ sarebbero stati aggiunti e resi giocabili dopo l'aggiornamento del 25 agosto.

### Kingdom Hearts Unchained χ/Union χ
Ad aprile 2015, Nomura, in un'intervista a Famitsu accennò allo sviluppo di un gioco di Kingdom Hearts per dispositivi mobili, che in seguito venne confermato essere l'adattamento per cellulari di Kingdom Hearts χ, che venne confermato in un'intervista a Nomura chiamarsi Unchained χ e che avrebbe avuto numerose differenze dal capitolo originale seppur mantenendone la storia praticamente identica. Unchained χ viene annunciato ufficialmente il 12 maggio 2015, seguito il mese dopo da un trailer il 16 giugno mostrato durante l'E3 e pubblicato il 3 settembre seguente. La versione nordamericana è stata poi pubblicata il 7 aprile 2016 e quella europea il 16 giugno.
Il 10 marzo 2017, il giorno seguente all'uscita sul mercato nipponico di Kingdom Hearts HD 1.5 + 2.5 Remix, Square Enix annuncia che Unchained χ avrebbe ricevuto un nuovo importante sviluppo narrativo, distribuito in Giappone il 23 dello stesso mese. La distribuzione internazionale, programmata per aprile, avviene il 6 del mese; in concomitanza con l'aggiornamento, il gioco viene inoltre rinominato Union χ.